# Lelkes Botond
Lelkes Botond (1999. augusztus 22. –) magyar színész, zeneszerző.

## Életpályája
1999-ben született. 2018-2023 között a Színház- és Filmművészeti Egyetem színész szakán tanult. Zeneszerzéssel is foglalkozik.

## Színházi szerepei
- Én vagyok én (Gyulai Várszínház, 2023) ...Sándor, 25-26 éves költő
- Csodálatos vagy, Júlia! (Játékszín, 2023) ...Tom Fennell, könyvelő[6]
- Vizityúk (Katona József Színház, 2023) ...A fiúcska, Tadek
- Bűn és bűnhődés (Pécsi Nemzeti Színház, 2022) ...R. R. Raszkolnyikov

## Filmes és televíziós szerepei
- Együtt kezdtük (2023) ...Benett

## Zeneszerzői munkássága
- A 10 Hónap Babylon ügy (Golem színház, 2025)
- Mercedes Benz ( Víg Színház, 2024)
- Kaukázusi Krétakör ( Szegedi Nemzeti Színház, 2024)
- Sárszeg (Katona József Színház, 2024)
- Alice csoda országban ( Nagyvárad, Szigligeti Színház, 2024)
- Csongor és Tünde ( Vörösmarty színház, 2024)
- Szerkesztőség ( Színdarab, 2024)
- A két Koreai újraegyesítése (Szegedi Nemzeti Színház, 2023)
- Elveszett Magyar Filmek ( Animációs kisfilm, 2023)
- Halál kilovagol Perzsiából ( Színdarab, Színház és Filmművészeti Egyetem, 2023)
- Vizityúk ( Katona József Színház, 2023)
- Az eltört korsó ( Weöres Sándor színház, 2022)
- Bűn és Bűnhődés (Pécsi Nemzeti Színház, 2022)
- A Nép ellensége ( MU színház, 2021)
- Táncz, a Magyar film születése (Animációs kisfilm, 2021)
- Kábelek (Kisjátékfilm. 2020)
- Ha Átléped a Küszöbünk ( Színdarab, Színház és Filmművészeti Egyetem, 2020)
- Egy Fiúnak a fele (Némafilm, 2020)
- Oidipusz (Színdarab, Színház és Filmművészeti Egyetem, 2020)
- Apáról Fiúra (Kisjátékfilm, 2018)
- Nem mind arany, ami réz ( Lendvai Színház, 2018)